# Padiscià

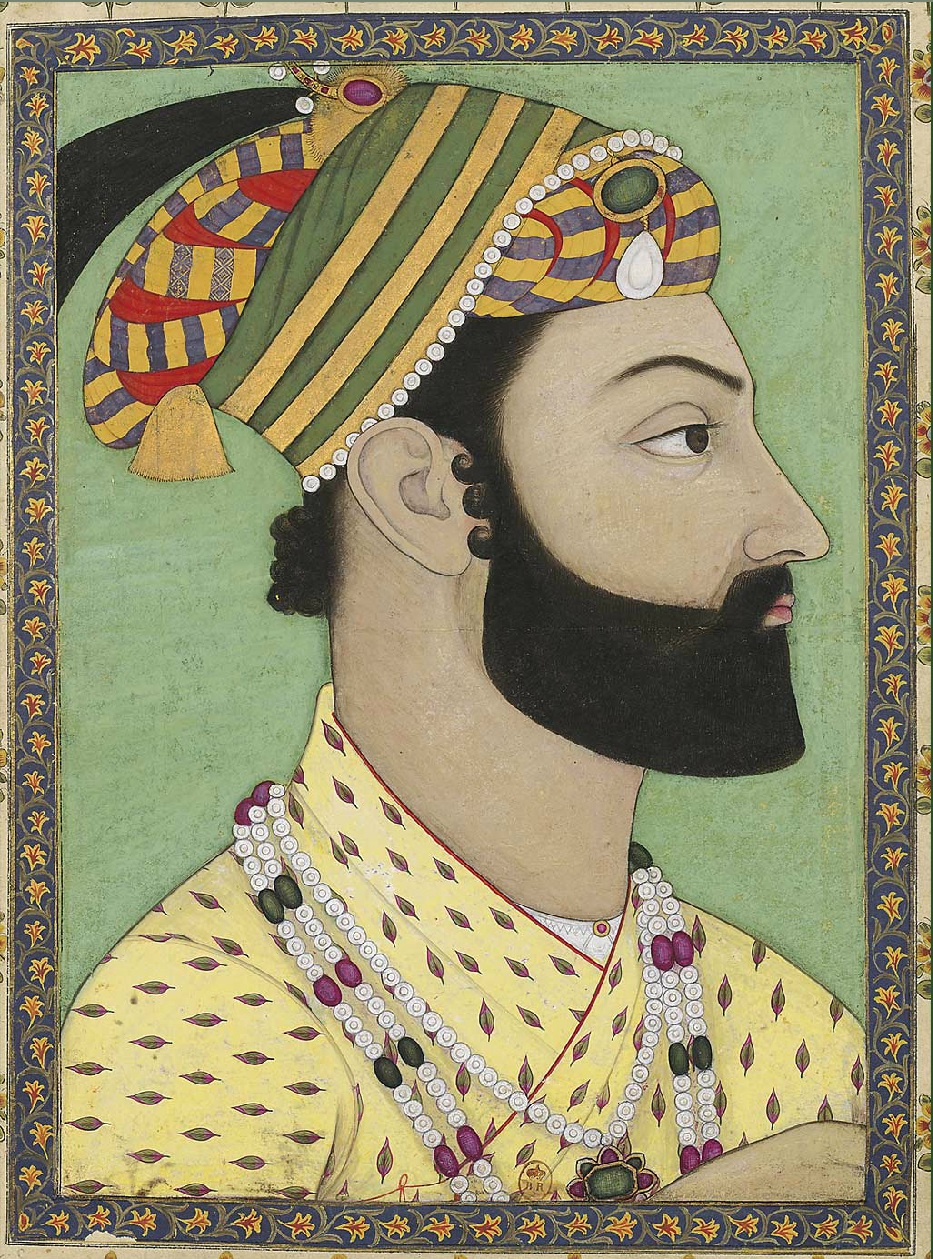
Ahmad Shah Durrani, padiscià (o badcha) e fondatore dell'Impero Durrani. Il diamante bianco Koh-i-Noor è visibile sul suo diadema.

Padishah o padshah, anche padeshah, badishah o badshah (in persiano پادشاه‎, pādishāh; in turco padişah), in italiano padiscià, è un titolo reale (dal persiano پادشاه, pādeshāh, composto da pad «protettore» e shāh «sovrano»), denominazione ufficiale dei sultani ottomani.
Il termine padishah è stato adottato da vari monarchi che pretendevano per sé il più alto titolo regio, equivalente all'antica nozione antico-persiana di «grande re», adottato successivamente da sovrani post-achemenidi e dagli imperatori cristiani. Titolo di antichi sovrani della Persia e dell'Afghanistan, è divenuto poi nome ufficiale del sultano di Istanbul. La carica equivaleva infatti a quella di shahanshah (scià) persiano, ovvero di «re dei re».
La parola padishah è mutata successivamente nella parola turca pascià, titolo onorifico posposto al nome proprio attribuito ai figli maggiori del sultano d'Istanbul e ai funzionari ottomani di grado elevato.

## Uso
Il titolo è stato adottato dai monarchi di tre grandi imperi musulmani: lo scià di Persia, il sultano ottomano e, per un secolo e mezzo, dall'imperatore moghul di Delhi.
Altri sovrani, come Ahmad Scià Durrani e suo figlio Timur Scià Durrani, in Afghanistan, o l'ultimo bey di Tunisi negli anni cinquanta del XX secolo, hanno tentato d'impiegare tale titolatura, senza tuttavia avere successo.